# Kobe

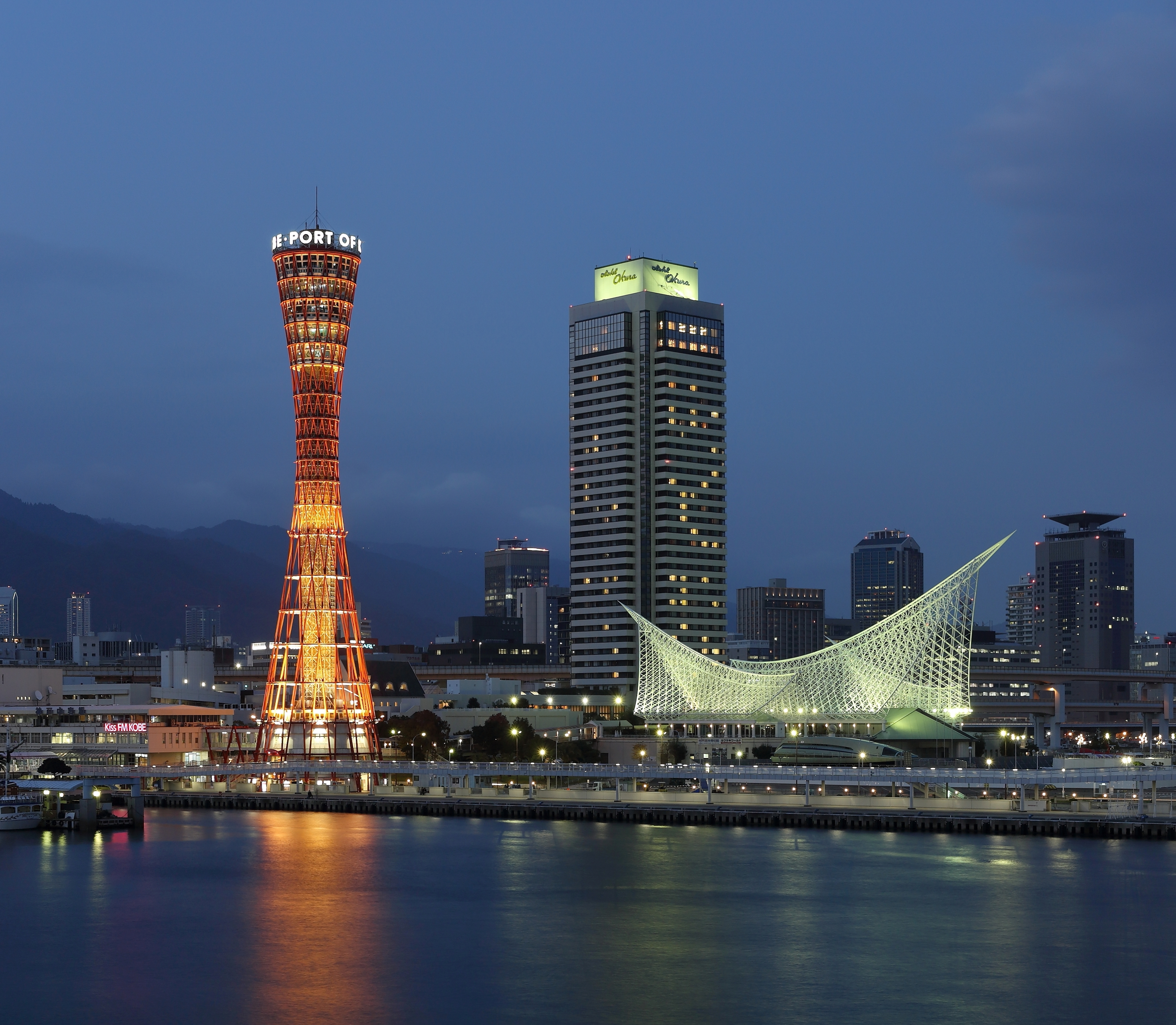
Vue de la ville de Kobe, au Japon, depuis son port. On peut voir à gauche la Kōbe Pōto Tawā (Kobe Port Tower ou tour du port de Kobe), lieu touristique achevé en 1963, l'un des éléments marquants de la ville, et plus bas à droite le musée maritime, qui retrace l'histoire maritime japonaise en général et celle du port de Kobe en particulier. Novembre 2016.

« Kobé » redirige ici. Pour les autres significations, voir Kobe (homonymie).
Pour l’article ayant un titre homophone, voir Cobée.
Kobe (神戸市, Kōbe-shi, avec 神戸 (Kōbe) signifant litt. « porte des esprits (ou des dieux) »), également orthographié Kobé, est la capitale ainsi que la plus grande ville de la préfecture de Hyōgo, située sur l'île de Honshū proche d'Osaka.

## Géographie

### Généralités
La ville est située en bordure de la mer intérieure de Seto. Son port est l'un des plus grands du Japon et fait partie du Keihanshin.

### Municipalités voisines
| Miki   | Sanda                  | Takarazuka, Nishinomiya |
| Inami  | Kobe                   | Ashiya                  |
| Akashi | mer intérieure de Seto | mer intérieure de Seto  |

### Démographie
En avril 2010, la ville de Kobe comptait plus de 1,5 million d'habitants. Trois millions d'habitants peuplent Kobe et sa périphérie (Akashi, Kakogawa, etc.).
Au 1er avril 2023, sa population était estimée à 1 501 678 habitants, répartis sur une superficie de 557,02 km2.

### Climat
Kobe a un climat subtropical humide avec des étés chauds et humides, et des hivers relativement frais. La température annuelle moyenne est de 15,0 °C. Les précipitations annuelles moyennes sont de 1 578 mm, juin étant le mois le plus humide.

## Histoire
L'importante ville portuaire de Kobe est située dans la préfecture de Hyōgo. Il semble que les terres occupées par l’actuelle Kobe furent habitées dès l’ère Jōmon (10 000 à 300 av. J.-C.). La première trace écrite de la présence humaine en ces lieux date de 720 dans le Nihon Shoki. Le Nihon Shoki est le second ouvrage le plus ancien du Japon. Il fait mention de la présence du sanctuaire Ikuta-jinja. Ce dernier, qui existe encore aujourd’hui, aurait été fondé en l’an 210 par l'impératrice Jingū. Le sanctuaire exerça alors une importante influence et favorisa les relations commerciales.
Les archives portuaires de Kobe montrent qu'au XVe siècle le trafic maritime dans la mer intérieure de Seto est comparable à celui de la mer Baltique.
En 1945, la ville subit des bombardements incendiaires au napalm qui détruisent une grande partie de la ville. Cet épisode sera indirectement repris dans la nouvelle, puis dans le dessin animé Le Tombeau des lucioles.
Le 17 janvier 1995, un séisme a détruit une grande partie de la ville et officiellement provoqué la mort de 6 437 personnes.

## Urbanisme

### Arrondissements
- Arrondissements qui constituaient Kobe avant 1888 :
  - Chūō-ku : la vieille ville de Kobe
  - Hyōgo-ku : la vieille ville de Hyōgo, à l'ouest de Chūō-ku

- Arrondissements qui ont rejoint Kobe avant 1945 :   
  - Nagata-ku, à l'ouest de Hyōgo-ku
  - Suma-ku, à l'ouest de Nagata-ku
  - Nada-ku, à l'est de Chūō-ku
  - Tarumi-ku, au sud-ouest de Suma-ku

- Arrondissements qui ont rejoint Kōbe après 1945 :
  - Higashinada-ku, à l’est de Nada-ku
  - Kita-ku, au nord de Hyōgo-ku
  - Nishi-ku, au nord-ouest de Suma-ku

## Patrimoine culturel
Kobe est connue pour son quartier européen et sa viande de bœuf, mais également pour la vue qu'elle offre à ses habitants la nuit, et son atmosphère exotique qu'elle tient de sa nature portuaire.
On y trouve un onsen (un bain thermal) célèbre : Arima-Onsen  (有馬温泉).
Kobe est fréquemment associée aux évènements de mode. La Collection Kobe, populaire auprès de la gent féminine s'est d'ailleurs exportée dans les autres grandes villes depuis 2002, mais aussi en Chine, à Shanghai.
On y trouve également :
- le Centre pour développement de la santé (WKC, OMS)
- le Bureau de la coordination des affaires humanitaires (ReliefWeb team･OCHA)[4]

- Un quartier chinois, à l'architecture chinoise, dans lequel on peut trouver différents restaurants et épiceries de spécialités chinoises. Un musée de l'histoire des Chinois au Japon, retraçant leur histoire depuis le XIXe siècle est également présent un peu plus au Sud.
- La synagogue Ohel Shlomo a été construite en 1912 (cf. Histoire des Juifs à Kobe (en)).
- La mosquée de Kobe, construite en 1935.

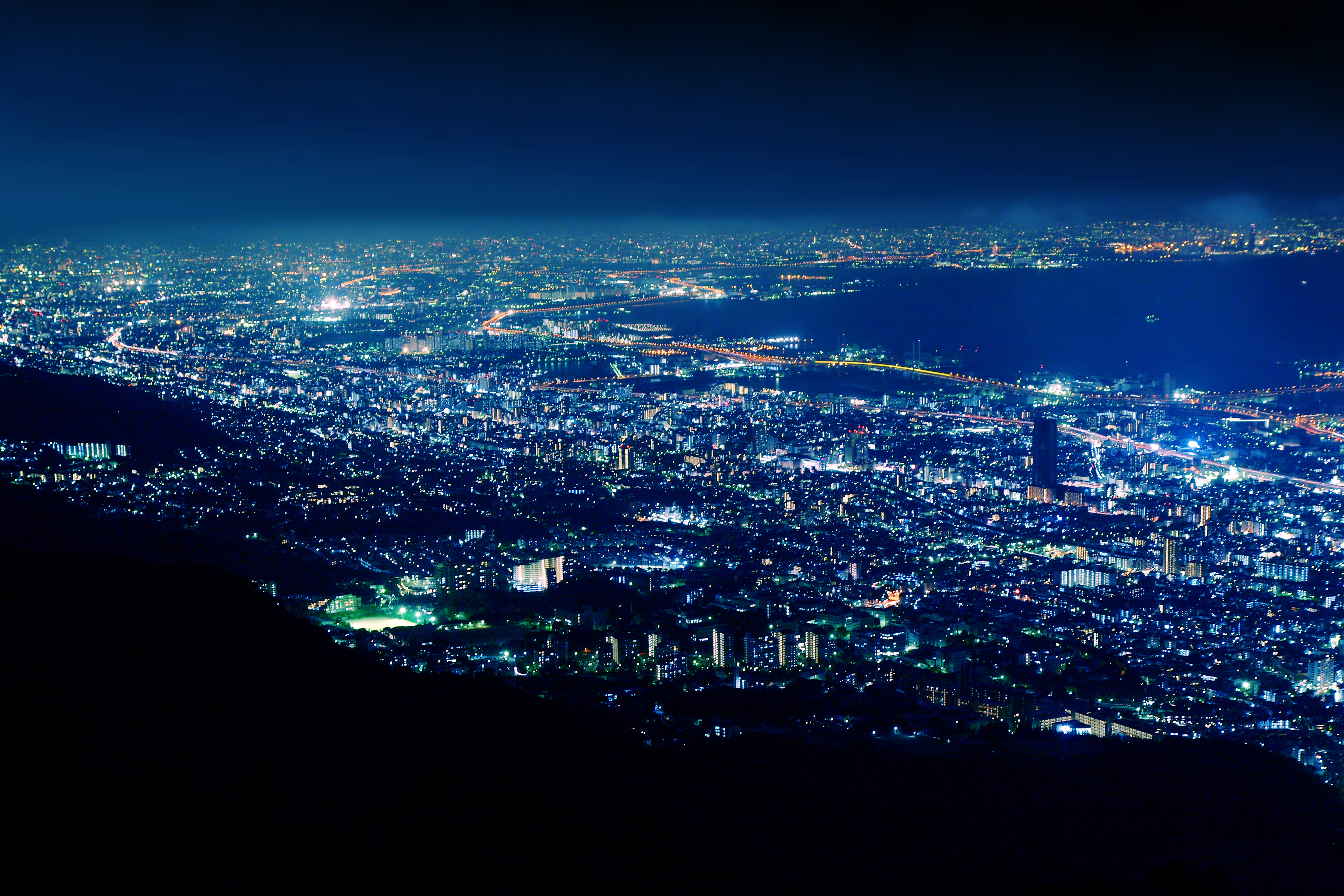
De Kikuseidai (Mt. Maya).
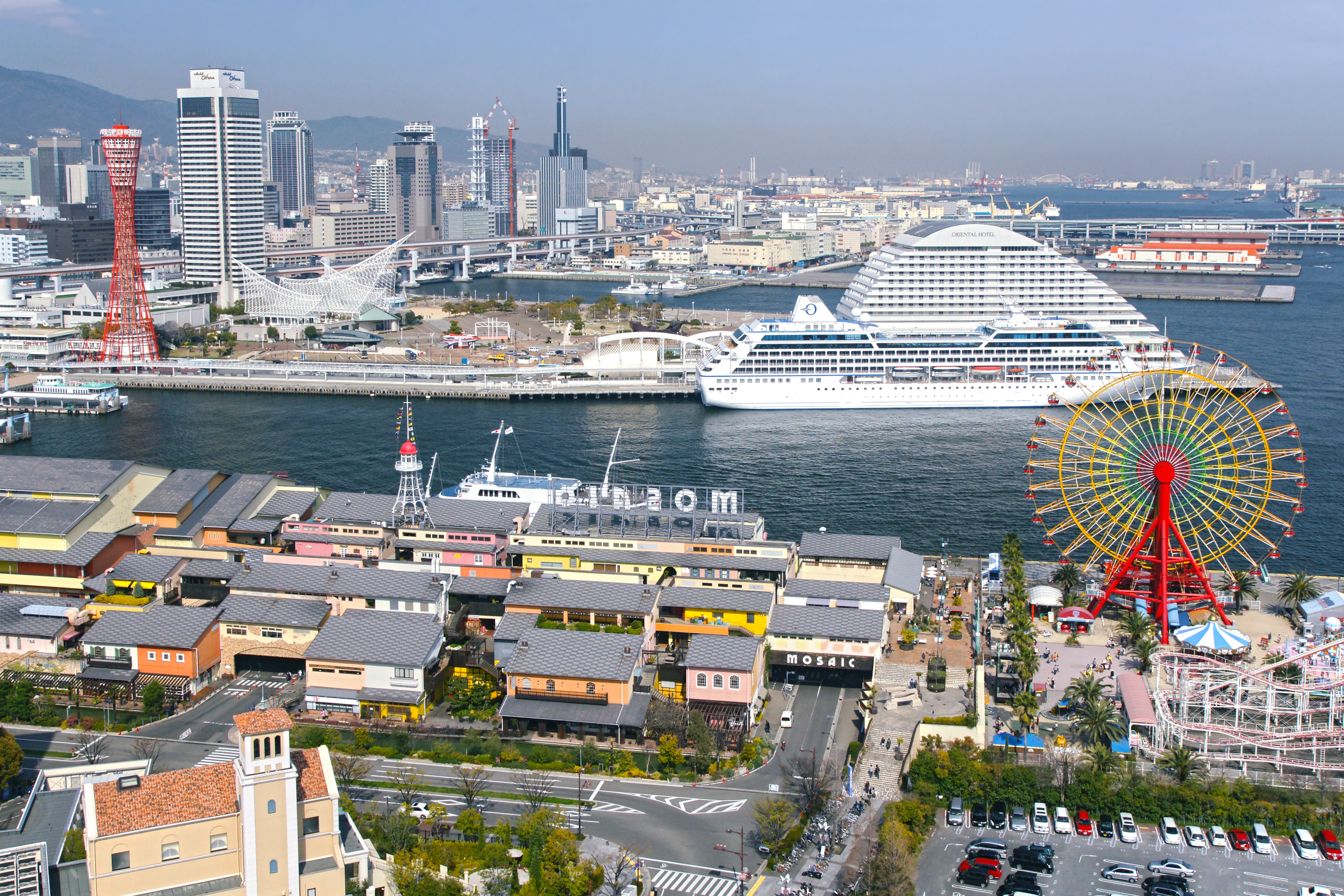
Parc Meriken.
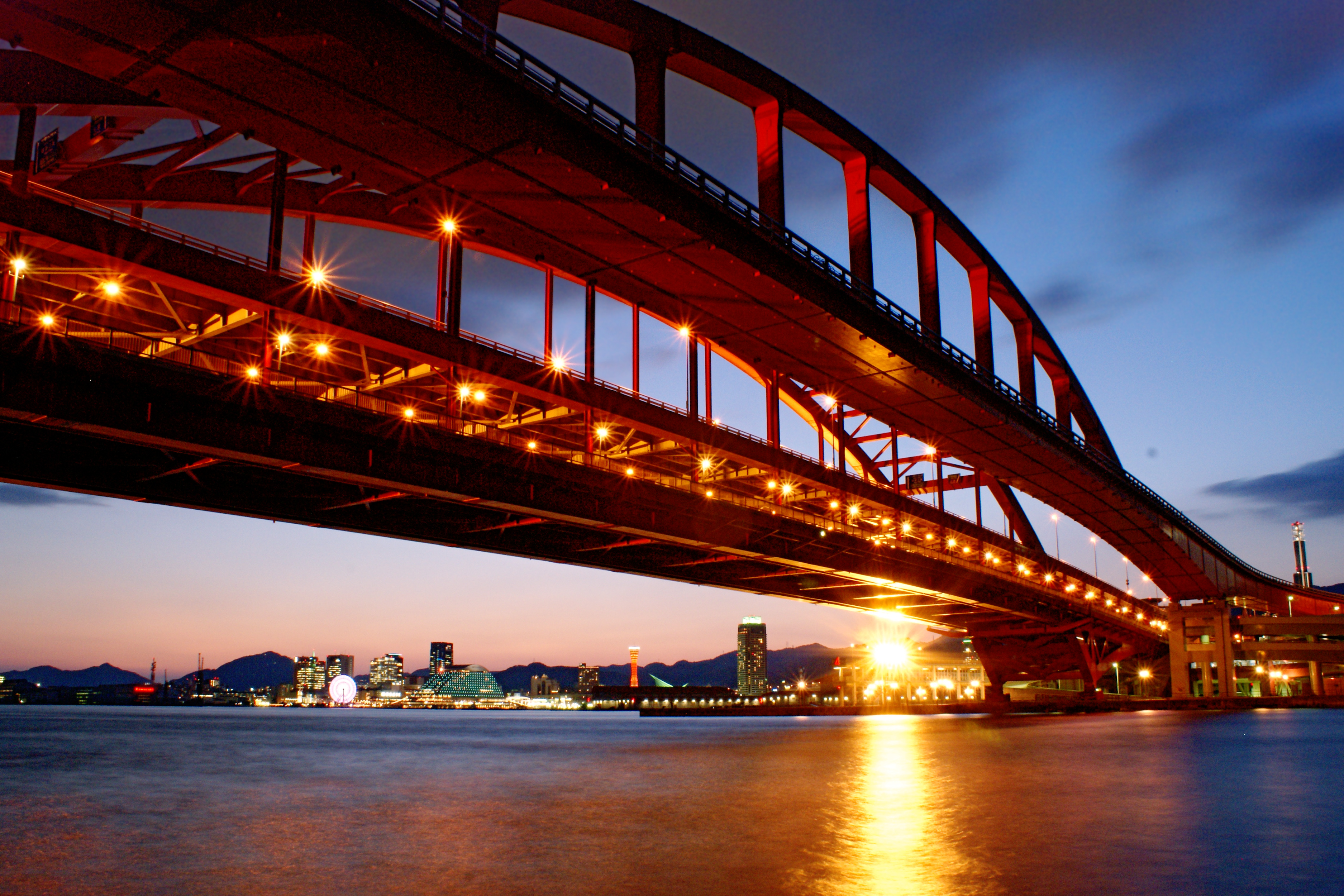
Kobe-Ohashi.
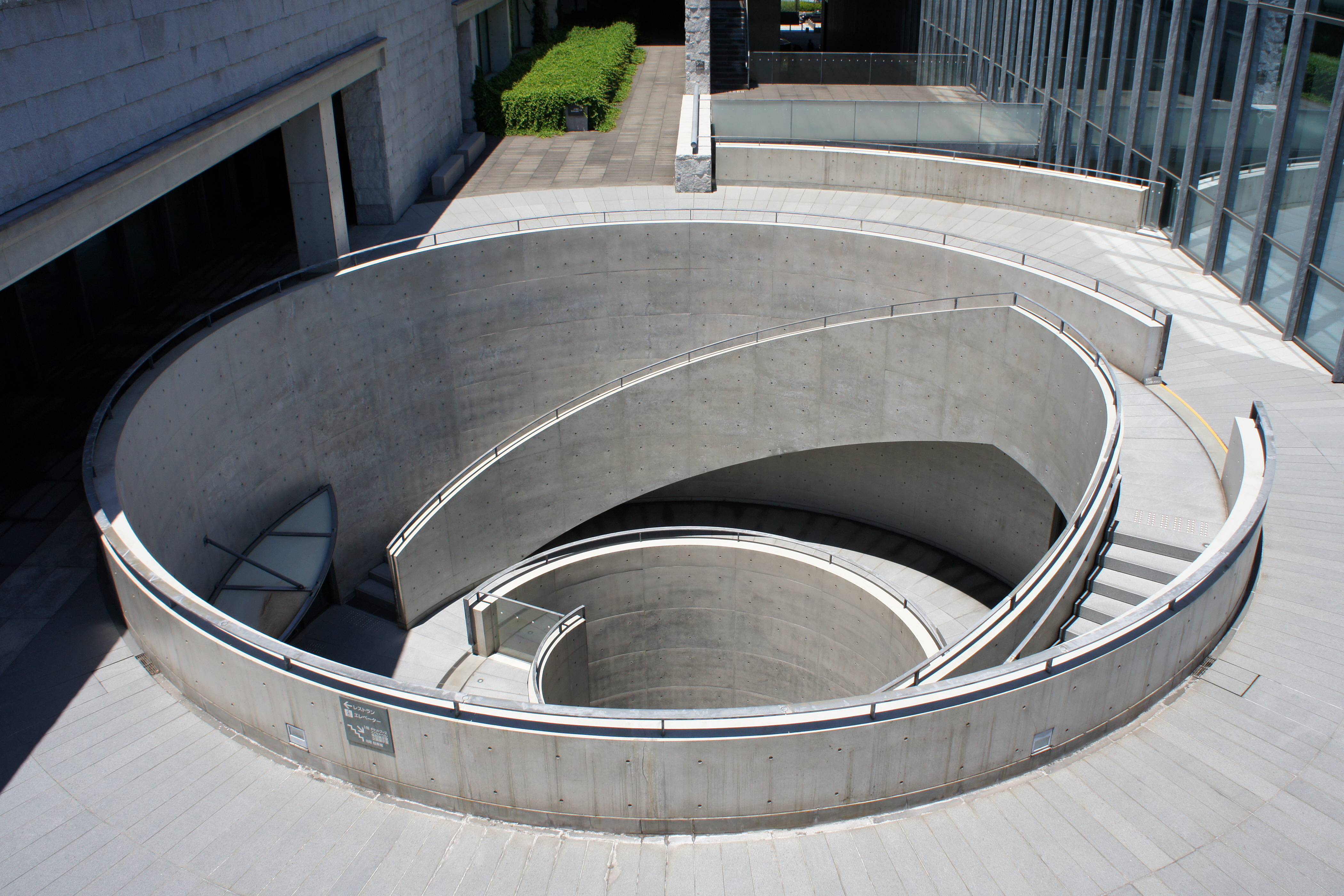
Musée d'art préfectoral de Hyōgo.

## Transports

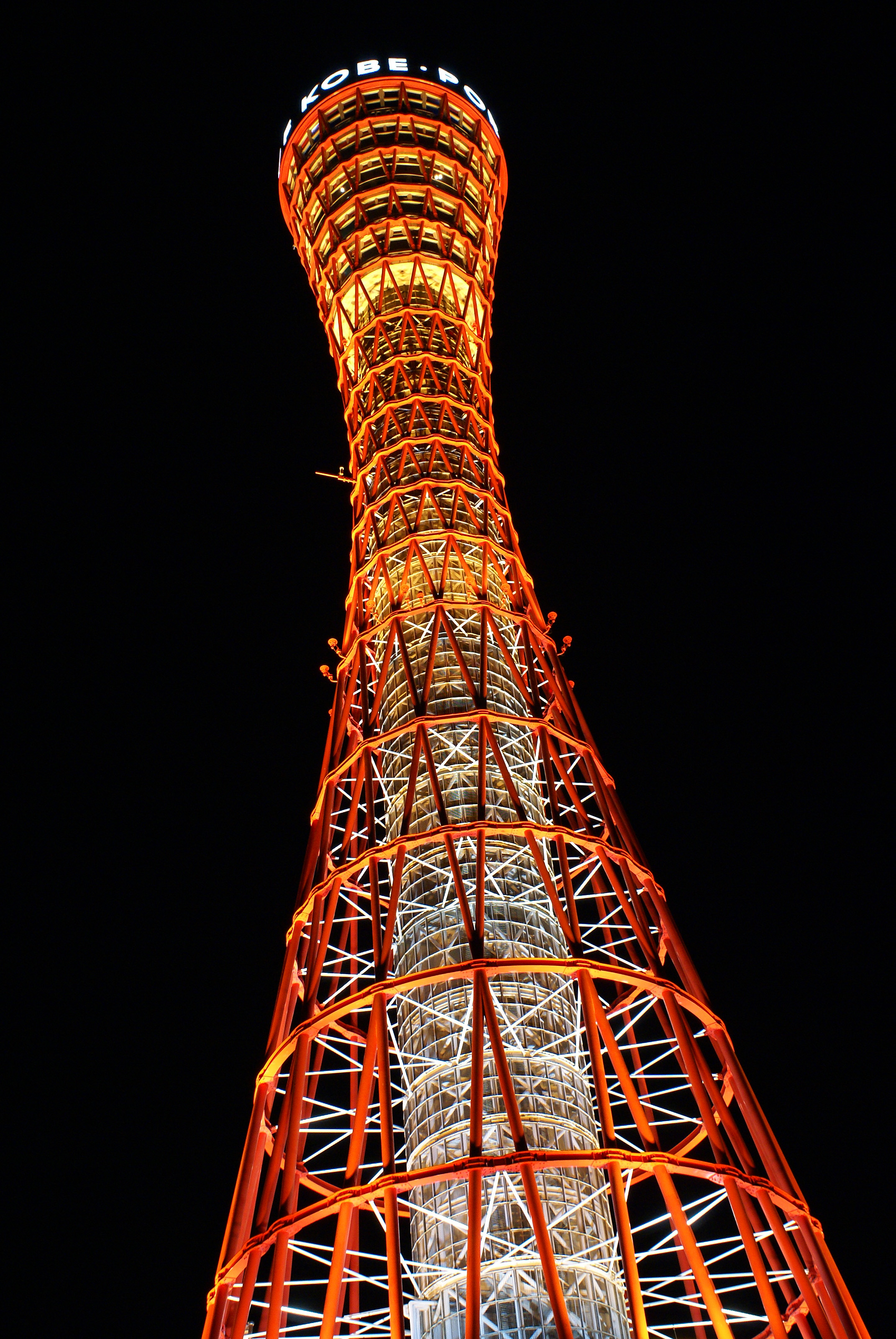
La tour du port de Kobe de nuit (structure hyperboloïde).

### Chemins de fer de grandes lignes
- JR West :
  - La gare de Shin-Kōbe : ligne Shinkansen Sanyō
    - Shinkansen Nozomi (pour Tokyo, Nagoya, Hiroshima)
    - Shinkansen Sakura (pour Hiroshima, Hakata)
    - Shinkansen Hikari (pour Tokyo, Nagoya)
    - Shinkansen Kodama (pour Okayama, Hiroshima)

  - La gare de Sannomiya : ligne principale Sanyō (ligne JR Kobe)
    - Rapide Super Hakuto (pour Kamigōri, Tottori)
    - Rapide Hamakaze (pour Fukusaki, Toyooka)
    - Train de nuit Sunrise Izumo/Seto (pour Shizuoka, Tokyo)

### Chemins de fer de banlieue
- JR West :
  - ligne principale Tōkaidō (ligne JR Kobe)
  - ligne principale Sanyō (ligne JR Kobe)
  - ligne Fukuchiyama (ligne Takarazuka)
- Hankyu :
  - ligne Kobe
- Hanshin :
  - ligne principale
- Shintetsu :
  - ligne Arima
  - ligne Sanda
  - ligne Ao
- Sanyo :
  - ligne principale

### Métro
- Métro municipal de Kobe :
  - ligne Seishin-Yamate
  - ligne Kaigan
  - ligne Hokushin
- Kobe new transit :
  - Port Liner
  - Rokkō Liner

### Transport maritime

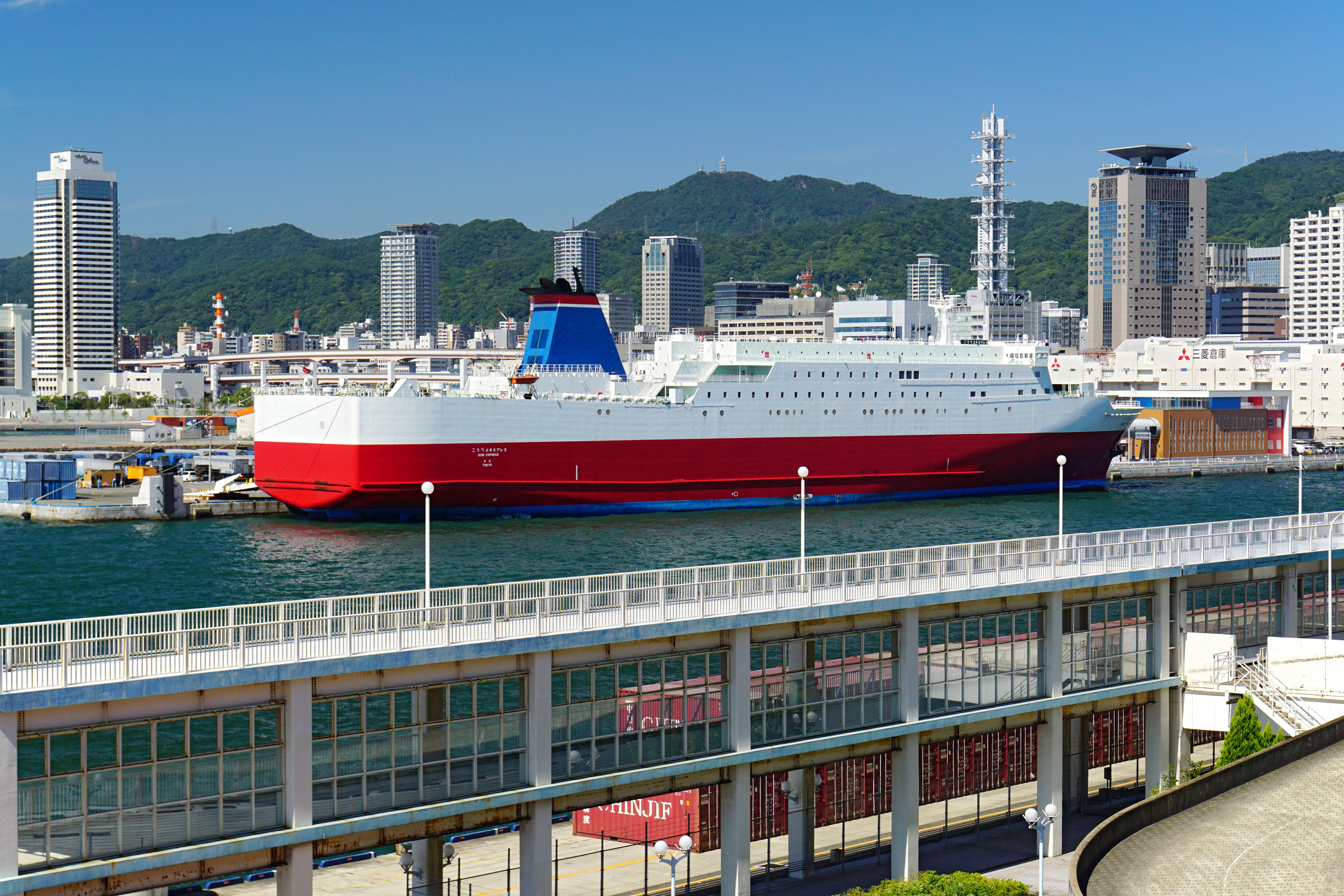
Navire de la compagnie Miyazaki Car Ferry à quai à Kobe.

Le port de Kobe est l'un des principaux points de départ pour les liaisons maritimes avec l'île de Kyūshū. La ville est reliée à Kitakyūshū, dans la préfecture de Fukuoka, par des liaisons régulières assurées par la compagnie Hankyu Ferry, mais aussi à la ville de Miyazaki avec des allers-retours quotidiens assurés par Miyazaki Car Ferry. La compagnie Ferry Sunflower relie quant à elle le port d'Ōita.

### Transport aérien
Depuis 2006, la ville de Kobe est desservie par l'aéroport de Kobe.

## Jumelages
- Seattle (États-Unis) - 1957
- Marseille (France) - 1961
- Rio de Janeiro, Brésil - 1969
- Tianjin, Chine - 1973
- Riga, Lettonie - 1974
- Brisbane, Australie - 1985
- Philadelphie, États-Unis (friendship city) - 1986
- Barcelone, Espagne - 1993

## Personnalités liées à la municipalité
(classement par année de naissance)
- Jigorō Kanō, créateur du judo est né à Kobe en 1860 ;
- Kin Yamei (1864-1934), médecin, administratrice d'hôpital, éducatrice et experte en nutrition ;
- Nobu Jo, philanthrope chrétienne qui mena une campagne de prévention du suicide dans la ville à partir des années 1920 ;
- Kumi Sugaï, peintre, né à Kobe le 13 mars 1919, mort à Kobe le 14 mai 1996 ;
- Ai Kidosaki, auteur et chef de télévision ;
- Shintarō Ishihara (1932-2022), homme politique japonais ;
- Yoshinao Nanbu, maître en arts martiaux, ayant donné naissance au Nanbudo, un art martial apparenté au karaté ;
- Keiichi Okabe, compositeur de musiques de jeux-vidéo né à Kobe le 26 mai 1969, fondateur du studio Monaca. A composé les musiques de Nier, Drakengard 3 et Nier Automata ;
- Rie Yasumi, poétesse née à Kobe en 1972 ;
- Shinji Kagawa, footballeur jouant ou ayant joué à Borussia Dortmund né en 1989 ;
- Kanemoto Yoshinori né le 15 mai 2000 est un chanteur, rappeur du groupe de KPOP Treasure de la YG Entertainment sous le nom de Yoshi ;
- Uta Abe née le 14 juillet 2000 à Kobe, est une judokate japonaise. Elle est triple championne du monde dans la catégorie des moins de 52 kg.
- Mina Myoui (née 1997) membre du supergroupe TWICE

## Honneur
L'astéroïde (8120) Kobe porte son nom.